# Markóc
Markóc is een plaats (község) en gemeente in het Hongaarse comitaat Baranya. Markóc telt 57 inwoners (2001).